# Heinrich Jaacks
Heinrich Jaacks (* 3. November 1896 in Altona; † 7. August 1954 in Rotenburg in Hannover) war ein deutscher Maler und Grafiker des 20. Jahrhunderts.

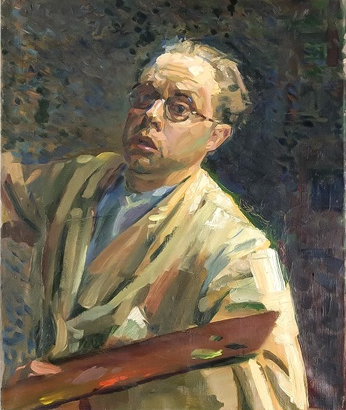
Selbstporträt, um 1931/32

## Leben
Heinrich Jaacks wurde in Altona geboren. Er besuchte eine Oberschule in Ottensen, bei der seine auffallende zeichnerische Begabung ans Tageslicht trat. Dort wurde versucht, diese Begabung weiterzuentwickeln, wobei Heinrich Jaacks bei dem Entschluss bestärkt wurde, Maler zu werden.
1914 besuchte er die Altonaer Handwerker- und Kunstgewerbeschule, nahm Zeichenunterricht bei Hans Kolitz und begann seine Ausbildung. Diese konnte er aber nicht beenden, da Jaacks 1915 als Soldat für den Ersten Weltkrieg eingezogen wurde. Erst 1919 konnte er sich wieder seinen Malereien widmen. Seine erste Schaffensperiode bestimmten seine Kunstwerke zu religiösen Themen aufgrund des Eindrucks der Kriegserlebnisse. Nach seiner ersten Ausstellung im Jahre 1920 im Altonaer Kunstgewerbehaus blieb Jaacks selbstkritisch und erweiterte seine Fertigkeiten.
Im Wintersemester 1921 begann er sein Studium an der Hochschule für Bildende Künste in Dresden und wurde neben Otto Dix und Peter August Böckstiegel in der Malklasse von Otto Gussmann aufgenommen. Daraufhin wurde er 1922/1923 zum Meisterschüler von Robert Sterl ernannt. Während seines Studiums perfektionierte Jaacks nicht nur seine maltechnischen und kompositorischen Möglichkeiten, sondern erweiterte auch die Thematik seiner Bilder. Seine Landschaftsmalereien, Porträts und Städtebilder zeigten durch lockere Pinselstriche und kraftvoll leuchtenden Farben seine Auseinandersetzung mit dem Expressionismus. Doch seine malerische Eigenart und erstaunliche künstlerische Reife wird auch von seinen Malerkollegen anerkannt. Während seiner Dresdener Studienjahre fand auch eine weitere Ausstellung statt, an der Jaacks teilgenommen hat. Er stellte im Rahmen des Deutschen Künstlerbundes zusammen mit anderen Künstlern aus. 1922 erhielt Jaacks die Mitgliedschaft im Altonaer Künstlerverein, der er jedoch nur bis 1924 angehörte. In diesem Jahr machte er eine Studienreise nach Italien, von der jedoch weder Skizzen noch Gemälde bekannt sind, da Jaacks diesen Ausflug eher als Bildungsreise unternahm. Auch in seinen späteren Werken ließen sich keinerlei Hinweise oder Vorbilder finden, die auf eine stärkere Auseinandersetzung mit der italienischen Malerei hinwiesen.
Im Jahr 1925 zog Jaacks nach Rotenburg, da er dem großstädtischen Getriebe entfliehen wollte und dort einen Neuanfang wagte. Er baute sich mit seiner Frau und seinen sechs Kindern aus einem alten Haus eine neue Bleibe. In Rotenburg arbeitete er als freischaffender Künstler, wobei die Landschaft seiner neuen Heimat zum bevorzugten Thema wurde. Diese Landschaften waren geprägt von expressiver Ausdruckskraft in Komposition und Farbe. Ende der 1920er Jahre wurde ein wachsender Formwille erkennbar, bei dem der Bildaufbau fester und der Farbauftrag flächiger wurde. In den 1930er Jahren fand Jaacks zu neuen gestalterischen Möglichkeiten, wobei die vorher oft dunkle, manchmal düstere Farbgebung aufhellte. 1939 wurde seine künstlerische Tätigkeit unterbrochen, da er gezwungen war, erneut zum Soldaten zu werden. Er war am Militärflugplatz Rotenburg stationiert und porträtierte während dieser Zeit zwei Soldaten. Auch hielt Jaacks im Zweiten Weltkrieg zur persönlichen Erinnerung Orte und Landschaften verschiedener Einsatzgebiete in Zeichnungen und Aquarellskizzen fest.
Nachdem er im Juli 1945 aus der Gefangenschaft entlassen worden war, nahm Jaacks seine Arbeit wieder auf und versuchte trotz angegriffener Gesundheit die traumatischen Kriegserlebnisse zu überwinden. Er wandte sich künstlerisch erneut biblischen Motiven, aber auch Landschaften und dem Menschen zu, wobei fast impressionistisch anmutende Gemälde entstanden, die hell und freundlich gestaltet waren. Dabei ist die besondere Nutzung der Farbe „grün“ in all ihren feinen Farbabstufungen hervorzuheben.

## Nach dem Tod
Nach dem Tod von Heinrich Jaacks im Jahre 1954 gerieten seine Werke völlig in Vergessenheit, obwohl sein Sohn Arnold Jaacks, ebenfalls begabter Maler, 1959 eine ständige Ausstellung der Werke seines Vaters im elterlichen Haus errichtete. Erst 1990 wurde Jaacks mit einer wichtigen Ausstellung des Altonaer Museums über den Altonaer Künstlerverein wieder gewürdigt. 1996 fand in der Stadt Rotenburg eine umfangreiche Ausstellung an Jaacks 100. Geburtstag zur Erinnerung an ihn statt.

## Ausstellungen
- 1919 Juryfreie Ausstellung von Werken der aus dem Heeresdienst entlassenen bildenden Künstler von Hamburg, Altona und Umgebung[1]
- 1920 Altonaer Kunstgewerbehaus[1] (Einzelausstellung)
- 1932 große Ausstellung in Bremer Kunsthalle[1]
- 1947 Kulturring Rotenburg in Hannover[1] (Einzelausstellung)
- 1953 Bremer Kunsthalle[1]
- 1954 Kunsthalle Hamburg[1]
- 1990 Altonaer Museum über Altonaer Künstlerverein[1] (Einzelausstellung)
- 1996 umfangreiche Ausstellung der Stadt Rotenburg (Wümme)[1] zu 100 Jahre Heinrich Jaacks
- 2007 Bachmann-Museum Bremervörde[2]